# オブジェクト型
オブジェクト型（オブジェクトがた、英: object type）
- 多くのオブジェクト指向プログラミング言語あるいは環境において導入されている、全てのクラスに対する基底クラスとなるデータ型である。ルートクラス (root class) とも。
  - Javaではjava.lang.Objectクラス型である。
  - .NET FrameworkではSystem.Objectクラス型である。C#のobject型は.NETのSystem.Objectに対するエイリアスである。
  - Delphi (Object Pascal) にはclass構文で定義される型に対する暗黙の基底クラスとなるSystem.TObject型が定義されているほか、object構文により定義される「オブジェクト型」の概念が存在する。
  - Visual Basic .NETの前身であるMicrosoft Visual BasicおよびVisual Basic for Applicationsは完全なオブジェクト指向言語ではないとされているが、基本型としてObject型が存在する。なお、OLE/COM由来のバリアント型（英語版） (英: variant type) としてVariant型が存在するが、バリアント型とオブジェクト型は異なる概念である。
  - C++のクラス（および構造体）には言語仕様で定義された基底クラスは存在しないが、利便性のために基本となる独自のオブジェクト型を定義しているライブラリやフレームワークも存在する。
- オブジェクトを保持する変数の型のこと。言語によってはクラスと同一視される。
- プリミティブ型に対するラッパー型のこと。詳しくはプリミティブラッパークラス、ボックス化を参照。